# Ednerson Raymond
Ednerson Raymond (14 maggio 1985) è un calciatore haitiano, difensore del Baltimore.

## Caratteristiche tecniche
È un terzino sinistro.

## Carriera

### Nazionale
Ha debuttato in Nazionale il 17 settembre 2006, nell'amichevole Haiti-Repubblica Dominicana (2-1). Ha messo a segno la sua prima rete con la maglia della Nazionale il 6 dicembre 2008, in Haiti-Guadalupa (2-3), in cui ha siglato la rete del momentaneo 2-2. Ha partecipato, con la maglia della Nazionale, alla Gold Cup 2007 e alla Gold Cup 2009. Ha collezionato in totale, con la maglia della Nazionale, 38 presenze e una rete.